# Riogordo
Riogordo est une commune de la province de Malaga dans la communauté autonome d'Andalousie en Espagne.

## Administration

### Municipalité
| Période                                  | Période | Identité | Étiquette | Qualité |
| ---------------------------------------- | ------- | -------- | --------- | ------- |
| N/A                                      | N/A     | N/A      | N/A       | Maire   |
| Les données manquantes sont à compléter. |         |          |           |         |